# Robert Aubéry
Robert Aubéry, marquis de Vatan, seigneur de Rilport et de Brévannes, né en 1571 à Paris, mort le 24 février 1657 à Paris.
Robert Aubéry fut conseiller au Grand Conseil (1600), au Parlement de Paris (1602), maître des requêtes (1609), président au Grand Conseil (1612), intendant de justice en Bourbonnais et en Haute et Basse Auvergne (1616), président à la Chambre des comptes (1619), conseiller d’État (1629).
Il fut marié à Anne Le Gruel, puis à Claude de Prestreval.

## Source
- Marie-Thérèse Hipp, « Notes » in Cardinal de Retz, Œuvres, Gallimard, « Bibliothèque de la Pléiade », 1984, p. 1363